# Platja del Fangar
La platja del Fangar és una platja natural del municipi de Deltebre (Baix Ebre), situada a Punta del Fangar, al delta de l'Ebre, formant part de la zona humida del Fangar i platja de la Marquesa. És una extensa llengua de sorra que tanca pel nord el delta de l'Ebre. S'estén des del roquissar on hi ha un restaurant a la zona de 'los Bascos', que la separa de la platja de la Marquesa, fins a l'extrem de la Punta del Fangar. Té una longitud de 7.959 metres i una amplada mitjana de 664 metres, formada per sorra fina, amb un camp dunar de barcanes al rereplatja. Les dunes tenen un gran valor natural i són les més grans i millor conservades de tot el litoral català. També se la coneix com la platja dels Miratges, ja que durant les hores de més intensitat de sol es poden veure imatges a l'aigua. No disposa de cap servei. L'accés a la Punta del Fangar i al seu far s'ha de fer a peu. La zona està abalisada per motius de nidificació. S'ha de portar els gossos lligats. S'hi practica el nudisme.
La seva sorra és de textura finíssima i en contacte amb l'aigua forma una massa molt compacta que podria explicar el nom del lloc.
El far del Fangar, o la Faroleta, és l'únic edifici de la platja.